# کیریو بوهاتنکو
کیریو بوهاتنکو (روسی: Кирилл Богатенко؛ زادهٔ ۱۵ آوریل ۱۹۸۸) بازیکن فوتبال اهل اوکراین است.